# A.C. Milan
A.C. Milan (uradno Associazione Calcio Milan 1899) je italijanski nogometni klub iz Milana. Je eden najuspešnejših klubov na svetu; devetnajstkrat je osvojil italijansko nogometno prvenstvo, sedemkrat Ligo prvakov, štirikrat svetovni klubski naslov, petkrat evropski superpokal in dvakrat Pokal pokalnih zmagovalcev. 
V svoji zgodovini je Milan dvakrat zaigral tudi v Serie B in to v letih 1980 in 1982, v ostalih sezonah je igral v Serie A, italijanski prvi nogometni ligi.

## Zgodovina
Klub je bil ustanovljen 16. decembra 1899 in se je imenoval Milan Cricket and Football Club. Ustanovil ga je Anglež Alfred Edwards, prvi trener in kapitan ekipe pa je bil Herbert Kilpin. V Italijansko nogometno zvezo se je Milan vključi leta 1900, že naslednje leto pa je prvič postal prvak in s tem prekinil triletno vladavino Genove. Leta 1908 pride med lastniki kluba do trenj zaradi katerega nekateri člani zapustijo klub in formirajo nov klub: Football Club Internazionale Milano (danes FC Inter). Leta 1919 se klub preimenuje iz Milan Football and Cricket Club v Milan Football Club. Leta 1926 se odpre nov stadion imenovan San Siro, na katerem igra samo Milan, Inter je igral v Areni (danes igrata obe ekipi na istem stadionu, le da ga, če je Inter domačin imenujejo Giuseppe Meazza). Leta 1939 dokončno dobi današnje ime kluba in to je l'Associazione Calcio Milan (AC Milan). Po štiriinštiridesetih letih klub osvojil državni naslov ponovno v povojnih letih 1950-1951 s trojico Gren, Nordahl in Liedholm, nato osvojijo prvenstvo še v letih 1954–1955, 1956–1957 in 1958–1959.
Leta 1958 se je Milan prvič uvrstil v finale Lige prvakov, kjer je izgubil z Madridskim Realom]] z rezultatom 3-2. Leta 1963 Milan na čelu s trenerjem Nereom Roccom in nogometaši kot so bili José Altafini, Gianni Rivera, Cesare Maldini osvoji kot prvo italijansko moštvo Ligo prvakov, v finalu so premagali Benfico na londonskem Wembleyu z rezultatom 2-1. V sedemdesetih in osemdesetih letih je Milan večinoma zasedal drugo mesto v državnem prvenstvu. Leta 1968 je bila ustanovljena skupina organiziranih navijačev Fossa dei Leoni. V sezoni 1978/79 Milan na čelu z Nilsom Liedholom osvoji svoj deseti naslov italijanskega prvaka. 
Leta 1985 je prišel na oblast kluba Silvio Berlusconi, ki je pripeljal italijanske nogometaše, kot so bili Donadoni, Massaro, Galli in Galderisi, trenerja Arriga Sacchija in dva nizozemska nogometaša, ki sta bila Marco van Basten in Ruud Gullit. Leta 1988 je Milan osvojil državno prvenstvo, nato še v letih 1989 in 1990, evropska superpokala v letih 1990 in 1991, Interkontinentalna pokala v letih 1990 in 1991 in italijanski superpokal leta 1989. Leta 1991 je prišel na trenersko klop Fabio Capello in v sezoni 1991/92 je Milan osvojil državno prvenstvo brez poraza, nato še v sezonah 1992/93 in 1994/95, ko je klub ponovno osvojil tudi Ligo prvakov. V sezoni 1995/96 je Cappelo osvojil svoj zadnji naslov prvaka, kajti za naslednjo sezon ga je zamenjal Oscar Tabárez, ki pa klubu ni prinesel uspeha, v sezoni 1998/99 pa je Alberto Zaccheroni Milan ponovno popeljal do državnega naslova. V sezoni 2002/03 je Milan znova osvojil Ligo prvakov. V sezoni 2004/05 so se uvrstili v finale Lige prvakov, kjer so po nemogočem preobratu Liverpoola izgubili po izvajanju 11-metrovk (Milan je po prvem polčasu vodil že s kar 3:0, a je bilo po rednem delu 3:3). To je bilo obdobje ko je Milan dosegal uspehe le v evropi, v sezoni 2006/07 so se v finalu oddolžili Liverpoolu in slavili še zadnji naslov v Ligi prvakov, tokrat že sedmega! Po osmih letih suše brez osvojenega državnega prvenstva je to v sezoni 2006/07 Milanu uspelo pod vodstvom Carla Ancelottija. Po štirih letih brez osvojenega domačega prvenstva, je Milan v sezoni 2010/11 prekinil niz mestnega rivala Interja in znova osvojil naslov državnega prvaka Italije. Eden iz med ključnih igralcev Milana je bil Zlatan Ibrahimović, na trenerskem stolčku pa je uspešno Ancelottijevo delo nadaljeval Massimiliano Allegri. Milan se je tako izenačil z mestnim rivalom Interjem v osvojenih domačih prvenstvih in sicer na 19 osvojenih naslovov, po tem ko so v sezoni 2021/22 devetnajstič osvojili italijansko prvenstvo, pod vodstvom trenerja Stefana Piolija.

## Stadion
Stadion je bil zgrajen 19.septembra 1926, in je v lasti mesta. Stadion, ki si ga delita Inter ter AC Milan ima kapaciteto 80,018.

## Trenutna ekipa
Posodobljeno 9.1.2024
| Št. | Država                  | Položaj | Igralec                     |
| --- | ----------------------- | ------- | --------------------------- |
| 2   | Italija                 | DF      | Davide Calabria             |
| 4   | Alžirija                | MF      | Ismaël Bennacer             |
| 5   | Senegal                 | DF      | Fodé Ballo-Touré            |
| 7   | Francija                | MF      | Yacine Adli                 |
| 8   | Anglija                 | MF      | Ruben Loftus-Cheek          |
| 9   | Francija                | FW      | Olivier Giroud              |
| 10  | Portugalska             | MF      | Rafael Leão                 |
| 11  | Združene države Amerike | FW      | Christian Pulišić           |
| 13  | Italija                 | DF      | Alessio Romagnoli (kapetan) |
| 14  | Nizozemska              | MF      | Tijjani Reijnders           |
| 15  | Srbija                  | MF      | Luka Jović                  |
| 16  | Francija                | GK      | Mike Maignan                |
| 17  | Švica                   | FW      | Noah Okafor                 |
| 20  | Argentina               | FW      | Luka Romero                 |
| 19  | Francija                | DF      | Theo Hernandez              |
| 20  | Francija                | DF      | Pierre Kalulu               |
| 21  | Nigerija                | FW      | Samuel Chukwueze            |

| Št. |                         | Položaj | Igralec             |
| --- | ----------------------- | ------- | ------------------- |
| 23  | Anglija                 | DF      | Fikayo Tomori       |
| 24  | Danska                  | DF      | Simon Kjær          |
| 28  | Nemčija                 | DF      | Malick Thiaw        |
| 30  | Italija                 | DF      | Mattia Caldara      |
| 31  | Argentina               | DF      | Marco Pellegrino    |
| 32  | Italija                 | MF      | Tommaso Pobega      |
| 33  | Bosna in Hercegovina    | MF      | Rade Krunić         |
| 38  | Italija                 | DF      | Filippo Terracciano |
| 42  | Italija                 | DF      | Alessandro Florenzi |
| 46  | Italija                 | DF      | Matteo Gabbia       |
| 56  | Belgija                 | MF      | Alexis Saelemakers  |
| 57  | Italija                 | GK      | Marco Sportiello    |
| 69  | Italija                 | GK      | Lapo Nava           |
| 70  | Slonokoščena obala      | FW      | Chaka Traore        |
| 80  | Združene države Amerike | MF      | Yunus Musah         |
| 83  | Italija                 | GK      | Antonio Mirante     |
| 98  | Italija                 | FW      | Daniele Maldini     |

## Upokojene številke
| Št. | Država  | Položaj | Igralec       |
| --- | ------- | ------- | ------------- |
| 3   | Italija | DF      | Paolo Maldini |
| 6   | Italija | DF      | Franco Baresi |

## Znameniti igralci
- Demetrio Albertini
- José Altafini
- Roberto Baggio
- Franco Baresi
- Oliver Bierhoff
- Zvonimir Boban
- Ruben Buriani
- Cafu
- Fabio Capello
- Alessandro Costacurta
- Fabio Cudicini
- Marcel Desailly
- Roberto Donadoni
- Alberigo Evani
- Filippo Galli
- Giovanni Galli
- Gunnar Gren

- Ruud Gullit
- Leonardo
- Nils Liedholm
- Giovanni Lodetti
- Aldo Maldera
- Cesare Maldini
- Daniele Massaro
- Gunnar Nordahl
- Pierino Prati
- Luigi Radice
- Frank Rijkaard
- Gianni Rivera
- Roberto Rosato
- Sebastiano Rossi
- Rui Costa
- Dino Sani
- Karl-Heinz Schnellinger

- Dejan Savićević
- Juan Alberto Schiaffino
- Serginho
- Marco Simone
- Angelo Benedicto Sormani
- Mauro Tassotti
- Giovanni Trapattoni
- Marco van Basten
- Pietro Paolo Virdis
- George Weah
- Kaká
- Andrea Pirlo
- Ronaldinho
- Thiago SIlva
- Zlatan Ibrahimović
- Kevin-Prince Boateng
- David Beckham

### Kapetani
- Herbert Kilpin (1899–1907)
- Gerolamo Radice (1908–1909)
- Guido Moda (1909–1910)
- Max Tobias (1910–1911)
- Giuseppe Rizzi (1911–1913)
- Louis Van Hege (1913–1915)
- Marco Sala (1915–1916)
- Aldo Cevenini (1916–1919)
- Alessandro Scarioni (1919–1921)
- Cesare Lovati (1921–1922)
- Francesco Soldera (1922–1924)
- Pietro Bronzini (1924–1926)
- Gianangelo Barzan (1926–1927)
- Abdon Sgarbi (1927–1929)

- Alessandro Schienoni (1929–1930)
- Mario Magnozzi (1930–1933)
- Carlo Rigotti (1933–1934)
- Giuseppe Bonizzoni (1934–1936)
- Luigi Perversi (1936–1939)
- Giuseppe Bonizzoni (1939–1940)
- Bruno Arcari (1940–1941)
- Giuseppe Meazza (1941–1942)
- Giuseppe Antonini (1942–1944)
- Paolo Todeschini (1944–1945)
- Giuseppe Antonini (1945–1949)
- Andrea Bonomi (1949–1952)
- Carlo Annovazzi (1952–1953)
- Omero Tognon (1953–1954)

- Gunnar Nordahl (1954–1956)
- Nils Liedholm (1956–1961)
- Francesco Zagatti (1961)
- Cesare Maldini (1961–1966)
- Gianni Rivera (1966–1975)
- Romeo Benetti (1975–1976)
- Gianni Rivera (1976–1979)
- Albertino Bigon (1979–1980)
- Aldo Maldera (1980–1982)
- Franco Baresi (1982–1997)
- Paolo Maldini (1997-2009)
- Massimo Ambrosini (2009-2013)
- Riccardo Montolivo (2013-2017)
- Leonardo Bonucci (2017-2018)
- Alessio Romagnoli (2018-danes)